# ماري أكرمي
ماري أكرمي، ناشطة أفغانية، وهي مديرة مركز تطوير مهارات المرأة الأفغانية. مثّلت المجتمع المدني الأفغاني في مؤتمر بون عام 2001. عام 2003، افتتح مركز تنمية مهارات المرأة الأفغانية أول مأوى للنساء في مدينةكابل في أفغانستان. وفّر هذا المأوى للنساء المشورة القانونية وفصول محو الأمية والمشورة النفسية والتدريب على المهارات الأساسية التي تحتاجها النساء. تعمل ماري على مدار 24 ساعة في المأوى، وتحت قيادتها تمكن بعض نساء الملجأ المعتدى عليهن من رفع دعاوى قضائية علنية وهو أمر لم يحدث في أفغانستان من قبل. تعرّضت ماري للتهديد أثناء عملها.
تسلّمت عام 2007 جائزة نساء الشجاعة الدولية من وزارة الخارجية الأمريكية.